# John Lennard-Jones
John Edward Lennard-Jones (27 octobre 1894, Leigh, Lancashire (actuellement Grand Manchester) - 1er novembre 1954, Stoke-on-Trent, Staffordshire), est un physicien théoricien et chimiste théoricien anglais.

## Récompenses et distinctions
- Élu membre de la Royal Society en 1933.
- Titré chevalier commandeur de l'ordre de l'Empire britannique (KBE) en 1946[1].
- Médaille Davy de la Royal Society en 1953.